# Политическая власть
Полити́ческая власть, или госуда́рственная власть (власть госуда́рственная, или полити́ческая) — способность одного человека или группы лиц контролировать поведение и действия граждан и общества, исходя из личных, общественных, общенациональных или общегосударственных задач.

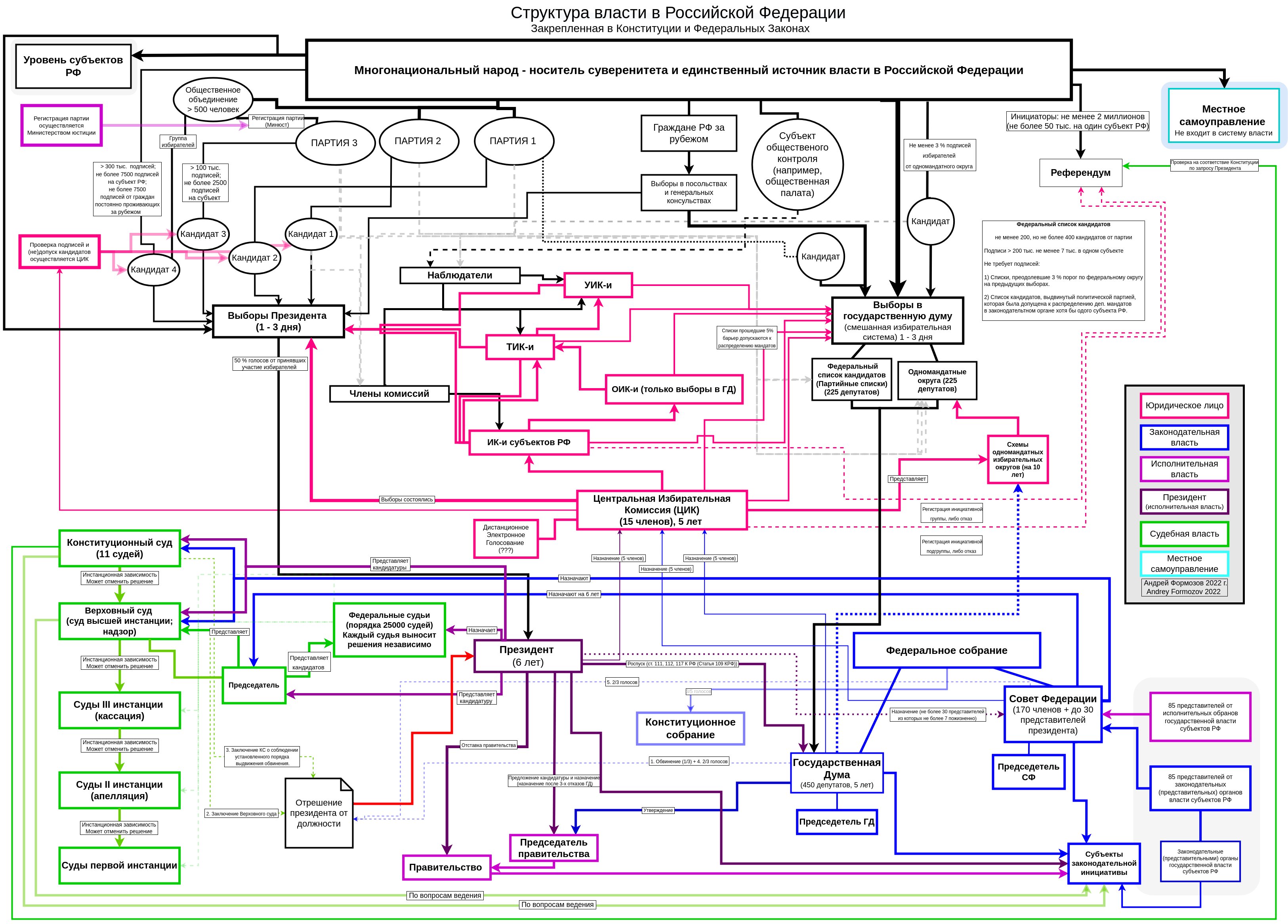
Система власти в Российской Федерации закрепленная в Конституции и федеральных законах

Данное определение будет справедливо лишь в том случае, если считать понятия «государственная власть» и «политическая власть» тождественными. Власть политическая или государственная, неизбежно возникающая на известной степени развития общества, на основании относительного преимущества, вытекающего, однако, из естественной необходимости или по закону природы, выражая естественное право общественного целого на подчинение частей. Государственная власть распространяется на всё население территории, занимаемой данным государством, и основывается на потребностях внешней (политической или национальной) независимости и безопасности, обеспечения и охраны частных и общественных прав каждого, то есть прав на охрану жизни, личной неприкосновенности, труда, имущества и свободы и проявления своей духовной личности в пределах, установленных народным правосознанием (законом и обычаем). Государственная власть состоит из трёх главных ветвей:
- законодательная власть,
- исполнительная власть[6],
- судебная власть[5].

Государственная власть в Российской Федерации осуществляется на основе разделения на законодательную, исполнительную и судебную. Органы законодательной, исполнительной и судебной власти самостоятельны.— Статья 10, Конституция Российской Федерации.

## Виды власти

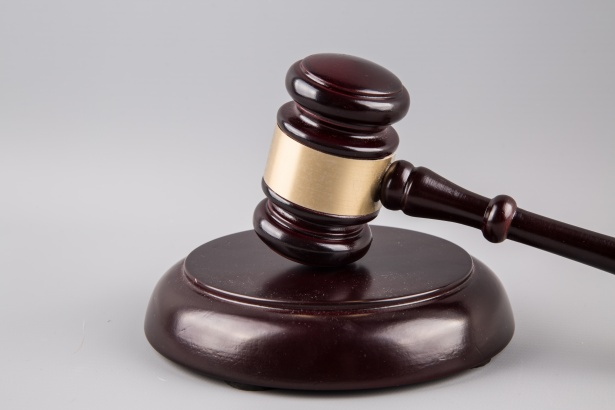

- институциональная: власть рассматривается как способность социальных институтов выполнять свои функции;
- бихевиористская: власть контролирует поведение граждан;
- дуалистическая:
  - способность правительства управлять,
  - согласие граждан подчиниться.
- социологическая: власть как общественные отношения между крупными социальными структурами;
- телеологическая концепция власти;
- биологическая концепция власти;
- психоаналитическая концепция власти;
- мифологическая концепция власти;
- структурно-функциональная концепция власти;
- конфликтологическая теория власти.

... Мы привыкли смотреть на государственную власть, как на выражение возможной в данном обществе суммы справедливости и беспристрастия по отношению ко всем своим подданным, без различия их сословной группировки, национального типа, личного положения в обществе, и потому считаем идею государства равно дорогой для всех лиц, входящих в состав его. ...— Владимир Бонифатьевич Антонович, «Польско-русские соотношения XVII в. в современной польской призме», 1885 год.

## Субъекты делятся на
- Наличие объекта и субъекта политического управления
- Субъекты делятся на:
  - первичные — крупные социальные группы со своими интересами;
  - вторичные — органы государственной власти, политические партии и организации, лидеры, политическая элита.
- Закрепление в законах полномочий субъекта правления;
- Чёткий механизм реализации решений политической власти на практике;
- Принцип (функционального) разделения власти;
- Легитимность власти:
  - легальность (законное основание для власти);
  - легитимность (поддержка власти).

## Функции
- Управленческая,
- интегрирующая (интеграция общественных интересов),
- мотивационная,
- мобилизационная,
- контролирующая (обеспечение правопорядка),
- культурная.

Функции политической власти напрямую связаны с функциями государства во внутренней и внешней политике.

## Ресурсы
Как всякая власть одних людей над другими, политическая власть может иметь различные источники, ресурсы, трактуемые обычно как совокупность средств, использование которых обеспечивает субъекту доминирование над объектом. Существуют различные подходы к их классификации, в том числе — по сферам общественной жизнедеятельности, содержащим соответствующие ресурсы: экономическим, социальным, культурно-информационным, силовым, демографическим. Инструментальный подход позволяет структурировать сами средства подчинения.
Не располагая никаким специфическим ресурсом, политическая власть способна через государство интегрировать и задействовать все другие, что конкурировать с ней никакая иная власть не в состоянии. За счёт этого она выполняет свои основные функции.

## Методы
- Принуждение (субъект властных отношений угрожает объекту применением силы в случае неповиновения);
- применение силы;
- убеждение (посредством пропаганды и другие);
- манипулирование информацией;
- побуждение (субъект предлагает объекту некое вознаграждение за подчинение);
- применение авторитета.

## Рациональность власти

### Рациональная власть
Рациональная власть (или авторитет) — власть, основанная на компетентности. Компетентность помогает человеку, который на неё опирается, расти.
Рационально-правовой или легальный тип власти наиболее распространён в современном обществе. Этот тип власти начал складываться в Западной Европе, когда в XIII веке стали появляться первые общеобязательные нормы управления (Великая хартия вольностей, 1215) и правила самоуправления (Магдебургское право). Окончательно легальный тип власти укрепился в эпоху Великой французской революции (конец XVIII — начало XIX вв.).
Чисто теоретически легальный тип власти является идеальной моделью реализации концепции «правового государства». Он основывается на признании населением справедливости тех рациональных и демократических процедур, на основе которых формируется система власти.
Основные элементы легальной власти:
1. Право как совокупность принципов, регламентирующих все сферы общественной жизни, в том числе сферу политики;
2. Социальное управление представляет собой процесс применения права;
3. Элита — субъект власти, деятельность которого строго ограничена правовыми нормами;
4. Государственная бюрократия — субъект управления, деятельность которого регламентируется нормами права и должностными инструкциями, носящими характер предписания;
5. Население как объект управления, подчиняется не чиновникам, а используемым ими нормам права.

### Иррациональная власть
Иррациональная власть — власть, достигнутая только силой. Она служит для того, чтобы эксплуатировать подчинённых. Последствием может быть восстание против власти в виде волнового эффекта.

## Разновидности власти

### Традиционная власть
Для поддержания традиционной власти служат привычные и давно существующие формы общественной жизни.
Положительные черты:
- меньше затрат на управление,
- чувство общности среди людей,
- устойчивость перед внешними потрясениями.

Отрицательные черты:
- слабая восприимчивость к новому,
- неповоротливость государственного аппарата,
- постепенное накопление внутренних противоречий,
- возможна экономическая стагнация.

### Экономическая власть
Для того, чтобы осуществлялась экономическая власть, необходимо какое-либо богатство, которое есть у субъекта, но нет у объекта, при этом объект нуждается в этом богатстве. Это власть в сфере экономики, «хозяйствования». Это контроль над экономическими ресурсами: материальными ценностями, деньгами, техникой, плодородными землями, полезными ископаемыми и т. д.

### Харизматическая власть
Харизматическая власть, основанная на исключительных свойствах, которыми обладает субъект.
Харизматический тип власти можно считать наиболее своеобразным. Во-первых, основывается на вере в сверхъестественную святость, героизм или какое-то иное достоинство вождя. Более того, авторитет его личности распространяется на институты власти, способствует их признанию и принятию населением. Безоговорочная поддержка лидера населением нередко оборачивается цезаризмом, вождизмом и культом личности. Во-вторых, зачастую строится на отрицании всего того, что было раньше, то есть подразумевает, что предложенный вариант господства является наилучшим. Харизматичный лидер приходит к власти зачастую в «смутное время», когда нет необходимости опираться на авторитет традиций или законы, а население готово поддержать того, кто пообещает лучшее будущее.
Именно из-за самой специфики харизматической власти возникает ряд проблем с передачей властных полномочий.
Механизмы передачи харизматической власти:
1. Лидер сам назначает себе преемника. В этом случае народная любовь и доверие переносятся на «продолжателя дела».
2. Харизма института («не человек красит место, а место человека»), позволяет лидеру стать таковым, заняв должность главы государства (президент США). Также распространена харизма организации, которая подразумевает безоговорочную поддержку населением всех членов той или иной организации (КПСС, КПК и тому подобные).
3. Харизма семейства представляет собой очень редкий вариант передачи властных полномочий. В этом случае государством управляют члены одного рода или династии. В современном мире эта практика существует, в основном, в восточных странах. Самый яркий пример — правление семьи Ганди в Индии.

Если же ни один из перечисленных механизмов передачи властных полномочий не срабатывает, внутри элиты начинается борьба за власть.
- преимущество: эффективность управления (особенно во время кризиса),
- недостаток: практическая безотчётность и бесконтрольность.

### Фобократия
Фобократия (от др.-греч. φόβος и др.-греч. κράτος — «Власть страха») — это крайний вариант военной власти, основанной на беспрекословной дисциплине и единстве действий.

### Авторитарная власть
Авторитарные общественные взаимоотношения означают разделение общества на немногих, отдающих приказы, и многих, эти приказы принимающих, обделяя вовлечённых в этот процесс индивидов (интеллектуально, эмоционально и физически) и общество в целом. Человеческие отношения во всех сферах жизни отмечены властью, а не свободой. И так как свобода может быть создана только свободой, авторитарные общественные отношения (и повиновение, которого они требуют) не воспитывают (и не могут воспитать) личность в свободе — только участие (самоуправление) во всех областях жизни может сделать это.
Информационная власть
Это власть, осуществляемая над людьми с помощью научной или иной информации. Основные посредники информационной государственной власти — школы, университеты, иные образовательные учреждения, а также СМИ.

## Тенденции трансформации власти
Современный модернизирующийся и глобализующийся мир диктует соответствующие требования к институту политической власти. Стираются границы между государствами и культурами, повышается количество связей между людьми. Всё это приводит к формированию политической власти сетевого характера, для которой свойственно большое число горизонтальных и часто неформальных контактов между носителями, децентрализация и тесная, сетевая взаимосвязь между акторами.